# Гребля Ваді-Аль-Хавд
Гребля Ваді-Аль-Хавд (Wadi Al Khawd) — інженерна споруда на півночі Оману.
У другій половині 20 століття зростання населення Оману та розширення поливного землеробства почало призводити до виснаження водоносних горизонтів, що на тлі пустельного клімату були головним джерелом прісної води в країні. Як наслідок, розробили програму їх поповнення шляхом спорудження численних гребель, які б утримували воду під час короткочасних дощів. Передбачається лише короткострокове (щоб запобігти суттєвим втратам від випаровування) зберігання води у створених греблями водосховищах, при цьому її поступово випускають до тимчасового водотоку (ваді) в режимі, що має забезпечити максимальне всотування води в алювіальні породи русла.
Першою та однією з найбільших за розмірами водосховища греблею такого типу стала завершена в 1985 році споруда у Ваді-Аль-Хавд (за два десятки кілометрів на захід від Маската) із водозбірним басейном площею 1800  км2. Ця земляна гребля має довжину 5,1 км, з яких 3 км припадає на водопереливну ділянку, середню висоту 7,5 метра та здатна утримувати 12,4 млн м3 води (на рівні водопереливу).
Для випуск води до нижньої ділянки русла ваді передбачені 11 кульвертів (водопропускних труб) діаметром по 1,2 метра.